# Quantcast
Quantcast — компания, предоставляющая услуги веб-аналитики, выступающая в роли независимого измерителя аудиторий. Деятельность компании в основном заключается в том, чтобы помочь рекламодателям и рекламным площадкам найти друг друга, а затем выступить в роли нейтральной третьей стороны, проводящий измерения, в результате которых определяется объем продаваемой рекламы.

## История и достижения
Quantcast была основана в 2006 году двумя предпринимателями, Конрадом Фелдманом и Полом Саттером, при финансировании Polaris Venture Partners, Founders Fund, Revolution Ventures и Cisco Systems.
В феврале 2010 журнал Fast Company опубликовал списки "самых инновационных компаний в 2010 году" — Quantcast была упомянута на 46 месте в списке "50 самых инновационных компаний в мире" журнала Fast Company и на 3 месте в списке "10 самых инновационных компаний в веб", сразу же после Facebook и Google на 1 и 2 местах соответственно.
В марте 2010 Quantcast объявил о возможности просмотров аудиторных справок не только по США, но и по всем странам мира.
Конец 2010 года — с июля по декабрь — был ознаменован масштабным судебным процессом на территории США в отношении Quantcast и некоторого количества крупных сайтов-клиентов (в деле фигурировали MTV, ESPN, MySpace, Hulu, ABC, NBC и Scribd). В поданном групповом иске сайты обвинялись в том, что использовали недостаточно прозрачную для конечных пользователей технологию «zombie cookies», из-за которой обычные HTTP cookies в браузере пользователя, даже при их ручном стирании (что пользователь может делать из соображений сохранения анонимности), через некоторое время возвращались назад к жизни, причем именно с теми же значениями, что у них были до стирания. Подобное восстановление cookies делает возможным точную идентификацию конкретного пользователя, вне зависимости от смены IP-адреса, версий браузера и т. п. характеристик.
Технология «zombie cookies» основывается на том, что кроме традиционных HTTP cookies, ведутся ещё и их копии, хранящиеся в отдельном локальном хранилище распространённого плагина Adobe Flash, откуда их сложнее удалить. При удалении же только основной HTTP cookie, через некоторое время «воскрешается» (копируется обратно) резервная копия из хранилища cookies Flash-плагина. Несмотря на то, что исследование по этой проблеме было опубликовано в августе 2009, и через 72 часов после публикации исследования Quantcast исправила это поведение, явление получило широкий общественный резонанс в июле 2010, когда американский активист Джозеф Мэлли подал групповой иск, обвиняя ряд сайтов и Quantcast, как исполнителя, в нарушении неприкосновенности частной жизни и недобросовестной конкуренции. В заявлении было выдвинуто требование возместить ущерб, обязать компании удалить все собранные таким образом данные, запретить их сбор в дальнейшем и предоставить простой способ отказаться от навязываемых cookies.
Процесс закончился в декабре 2010 за примирением сторон. Quantcast согласилась выплатить истцам около 2.4 млн. долларов — большую часть этих средств получили организации по борьбе за права на неприкосновенность частной жизни.
По состоянию на декабрь 2011, Quantcast измеряет напрямую более 25 миллионов сайтов по всему миру, обрабатывая более 300 млрд. событий каждый месяц. Услугами Quantcast пользуются такие рекламные площадки, как телеканал MTV, журналы Gawker и Time, телекомпания Fox, агентства OMD, Starcom Mediavest и другие. Серверы компании ежедневно обрабатывают более 10 млрд. событий и 2 петабайт информации. Согласно независимому отчету W3Techs.com, в декабре 2011 код Quantcast был установлен на 2.2% всех веб-сайтов Интернета, тем самым среди сайтов, которые пользуются хотя бы одной системой веб-аналитики рыночная доля Quantcast составляет 3.4%.

## Технологии
Quantcast проводит гибридные измерения аудитории с помощью нескольких различных технологий:
- для точных измерений используется Javascript-код («счётчик», «tag»), который владелец сайта должен разместить на нём для отслеживания, после чего все действия всех посетителей сайта напрямую отправляются на серверы Quantcast, где агрегируются и на основе этих данных строятся отчёты
- в случае отсутствия размещённого кода Quantcast на сайте, данные о посещаемости всё равно будут вычислены, но уже с помощью оценочных приблизительных методов, путём анализа трафика некоторых провайдеров—партнёров Quantcast[14], а также панельных исследований; в этом случае точность значительно снижается[15]